# ねもと章子
ねもと 章子(ねもと あきこ、6月14日 - )は日本の漫画家。別のペンネームに抄堂たく（しょうどう たく）がある。

## 活動内容

### ねもと章子としての活動
1984年
白泉社第9回アテナ新人大賞にて「翼がくれた夢」で新人賞を受賞。
1985年
花とゆめ」5月増刊号掲載。
1986年
秋田書店第１回Candle漫画賞にて「1911年のセルフスターター」で選外佳作第1席を受賞。
1987年
Candle vol.7掲載でデビュー。秋田書店 刊「ボニータ」(現在休刊)「ミステリーボニータ」などで1995年まで執筆。

### 抄堂たくとしての活動
1997年から竹書房 刊「ウーマン劇場」他にて、主婦もの、女性ものの読み切りを中心に執筆した。

### 参加原画展
- 山田ゴロと愉快な仲間たち／原画で見るヒーロー・ヒロイン展」2008年 横浜人形の家にて
- 「山田ゴロと愉快な仲間たち／原画で見るヒーロー・ヒロイン展」2009年 横浜人形の家にて
- 「山田ゴロと愉快な仲間たち／原画で見るヒーロー・ヒロイン展」2010年 神田 アートリンクにて
- 「山田ゴロと仲間たち」石ノ森スピリットの継承者、2011年1月15日-4月17日、宮城県 石ノ森萬画館にて

## 作品一覧

### ねもと章子名義
- ヘルメスの翼のもとに（ボニータコミックス、1991年）
- ヘルメスの紋章の秘密（ボニータコミックス、1991年）
- 地上より永遠に（ボニータコミックス、1992年）
- レートルシリーズ（ボニータコミックス全3巻）
- 背景カタログシリーズ（マール社、1-6巻、8-13巻）
- コミック場面集（マール社、1-2巻）
- ポーズカタログ(マール社、8巻）

### 抄堂たく名義
- エメラルドコミックスハーレクインシリーズ(ダイアナ・パーマー原作、宙（おおぞら）出版）

「そっとくちづけ」(2000年)
「あなたにすべてを」(2001年)

## 所属
- 大阪芸術大学芸術学部キャラクター造形学科
- 大阪芸術大学短期大学美術デザイン学科,非常勤講師
- Japan Macintosh Artist Club( J-Mac )理事
- 社団法人 日本漫画家協会 会員